# Dolenje, Sežana
Dolenje je naselje v Občini Sežana.